# General Motors Ultralite
 (mai 2023).
La General Motors Ultralite est un concept car présenté au Salon de Detroit en janvier 1992 pour démontrer les avantages de l'utilisation combinée d'une carrosserie légère en fibre de carbone et d'une aérodynamique particulièrement travaillée avec un coefficient de traînée Cx de 0,192.
Ce concept met en lumière la possibilité de réduire fortement la consommation et les émissions polluantes grâce à son poids contenu de 635 kg et à un moteur tricylindre à deux temps de 111 ch spécialement conçu pour le modèle.
Sa carrosserie rappelle la Ford Probe entrée en production en 1988 et se reconnait dans le style de la première voiture électrique produite en série de la marque, la General Motors EV1.